# Javasultanspett
Javasultanspett (Chrysocolaptes strictus) är en fågel i familjen hackspettar inom ordningen hackspettartade fåglar.

## Utseende och läte
Javasultanspetten är en 28–34 cm lång färgglad hackspett. Ovansidan är guldgul. På huvudet syns ett brett vitt ögonbrynsstreck och ett tjockt svart streck från ögat genom örontäckarna till nacken. Honan är bjärt gul på hjässa och tofs, hanen röd. Större sultanspett är just större, har mycket mer rött på övergumpen och hos honan är hjässan och huvudtofsen svart med vita fläckar.

## Utbredning och systematik
Javasultanspetten förekommer i Indonesien. Den delas upp i två underarter med följande utbredning:
- Chrysocolaptes strictus strictus – förekommer på östra Java
- Chrysocolaptes strictus kangeanensis – förekommer utmed kusten på östra Java, på Bali och på Kangeanöarna.

### Artstatus
Tidigare betraktades javasultanspett tillsammans med flera andra arter i Sydasien, Sydostasien och på Filippinerna som en enda art, Chrysocolaptes lucidus, med det svenska trivialnamnet större sultanspett. Vissa gör det fortfarande.

## Status och hot
Javasultanspetten har en liten världspopulation bestående av uppskattningsvis endast 5 000–20 000 vuxna individer. I större delen av utbredningsområdet tros den vara stabil, dock i minskande i Kangeanöarna på grund av habitatförlust. IUCN kategoriserar den som nära hotad.